# Juveniele myelomonocytaire leukemie
Juveniele MyeloMonocytaire Leukemie (JMML) is een ernstige chronische leukemie (bloedkanker) die vooral kinderen tot 4 jaar treft. De gemiddelde leeftijd bij diagnose is 2 jaar. De Wereldgezondheidsorganisatie heeft JMML ondergebracht in de categorie van myelodysplastische en myeloproliferatieve afwijkingen. De naam JMML omvat alle diagnoses die voordien verwezen naar juveniele chronische myeloïde leukemie (JCML), chronische myelomonocytaire leukemie bij kinderen en het infantiele monosomie 7-syndroom.

## Frequentie
JMML vertegenwoordigt 1-2% van alle leukemiediagnoses per jaar; in de Verenigde Staten wordt deze diagnose circa 25 tot 50 keer per jaar gesteld. Dit komt neer op ca. één geval per miljoen kinderen per jaar. Er zijn geen omgevingsfactoren bekend die JMML bevorderen. Aangezien ongeveer 10% van de kinderen de diagnose krijgt voordat ze 3 maanden oud zijn, wordt verondersteld dat erfelijkheid een belangrijke rol speelt.

## Genetica
Ongeveer 80% van de JMML-patiënten heeft een genetische afwijking in de leukemiecellen die in laboratoriumtesten kan worden vastgesteld:
- 15-20% van de patiënten heeft een mutatie in neurofibromatosis 1 (NF1)
- 25% van de patiënten heeft een mutatie in een van de proto-oncogenen die coderen voor RASeiwitten.
- 35% van de patiënten heeft een mutatie in PTPN11.

## Symptomen
De volgende symptomen zijn typisch en zorgen ervoor dat ouders worden gealarmeerd en artsen zullen testen op JMML. Kinderen met JMML kunnen meerdere van deze symptomen in wisselende combinaties vertonen:
- Bleekheid
- Koorts
- Frequente infecties
- Spontane bloedingen
- Hoesten
- Te geringe gewichtstoename
- Maculopapula (verkleurde platte, of kleine en verheven huidvlekjes, zonder etterig te zijn), vaak rode huiduitslag.
- Lymfadenopathie (vergrote lymfe knopen)
- Matige hepatomegalie (vergrote lever)
- Uitgesproken splenomegalie (vergrote milt)
- Leukocytose (hoog aantal witte bloedcellen in het bloed)
- Sterk uitgesproken monocytose (hoog aantal monocyten, type witte bloedcellen)
- Anemie (bloedarmoede, laag aantal rode bloedcellen)
- Trombocytopenie (laag aantal bloedplaatjes)

Kinderen met JMML en neurofibromatose 1 (NF1) (ca. 14% van de kinderen met JMML testen tevens positief op NF1, terwijl tot 30% een NF1-mutatie vertonen) kunnen tevens de volgende met NF1 geassocieerde symptomen vertonen:
- 6 of meer café-au-lait-huidvlekjes
- 2 of meer neurofibromen (erwtvormige knobbeltjes van niet-oncologische aard onder de huid)
- Meervormige neurofibromen (grotere plekken op de huid die gezwollen lijken)
- Opticusglioom (een tumor op de oogzenuw die het zicht aantast)
- Wratjes onder de armen of in de oksels
- 2 of meer Lisch nodulen (kleine beige of bruine vlekjes in de iris)
- Diverse botmisvormingen inclusief gebogen been onder de knie, scoliose (vervorming van de ruggengraat), of geringere botdichtheid

In het algemeen hebben kinderen met een NF1-afwijking een verhoogde kans op de ontwikkeling van JMML.
Kinderen met JMML en het syndroom van Noonan kunnen tevens de volgende symptomen vertonen:
- Aangeboren hartdefecten, in het bijzonder pulmonale stenose (een vernauwing van de slagader die bloed van het hart naar de longen brengt)
- Niet ingedaalde testikels bij jongens
- Lage haarlijn in de nek
- Wijd uit elkaar staande ogen
- Ruitvormige wenkbrauwen
- Laagingeplante oren, achterwaarts gedraaid en met een dikke rand
- Diepgegroefd filtrum (verticale sleuf in de bovenlip)
- Leerachterstand

## Diagnose
Alle drie criteria onderstaande moeten aanwezig zijn voor de diagnose:
- Geen Philadelphia-chromosoom of BCR/ABL fusiegen.
- Perifeer bloed: monocyten >109/L.
- Minder dan 20% blasten (inclusief promonocyten) in het bloed en beenmerg (normal telt het bloed minder dan 2% blasten)

Twee of meer van de onderstaande criteria:
- Hemoglobine F is verhoogd voor de leeftijd.
- Onrijpe granulocyten en kernvormige rode cellen in het perifere bloed.
- Witte bloedcellen tellen > 109 /L.
- Klonale chromosomale afwijkingen (bijvoorbeeld Monosomie 7).
- Granulocyten-macrofagenkoloniestimulerende factoren (GM-CSF): hypersensitiviteit van myeloïde voorlopercellen in vitro.

Deze criteria worden geïdentificeerd door bloed- en beenmergtesten.
Bloedtesten: Een gecombineerde bloedtelling wordt uitgevoerd op een kind verdacht van JMML en tijdens de gehele behandeling en herstel van het met JMML gediagnosticeerde kind.

## Behandeling
Er is geen internationaal geaccepteerd behandelprotocol voor JMML. Momenteel zijn er twee klinische behandelprotocollen die worden gehanteerd bij de bestudering van JMML en die over het algemeen bewezen verbeteringen aandragen bij de handeling van de patiënten. Ze zijn geografisch op te delen:
- Noord-Amerika: The Children's Oncology Group (COG) JMML Study
- Europa: The European Working Group for Myelodysplastic Syndromes (EWOG-MDS) JMML Study
- Andere klinische testen voor patiënten met JMML worden beschreven op de NIH Clinical Trial website (www.nih.gov).

De onderstaande procedures worden gebruikt in één of meerder van de bovenvermelde klinische testpaden:

### Splenectomie
De theorie achter splenectomie (verwijdering van de milt) is dat de milt in het geval van JMML fungeert als een val voor leukemische cellen, wat ertoe leidt dat de milt groeit. De vrees bestaat dat bestraling en chemotherapie eerder de actieve leukemiecellen dan de slapende aanvallen. Als de milt niet wordt verwijderd, kan deze als schuilplaats dienen voor JMML-cellen, die later een terugval kunnen veroorzaken. De impact van splenectomie bij een posttransplantatie-terugval is onbekend. Ook de impact van cogtomie bij een posttransplantatie-terugval is onbekend. De COG JMML-studie beschrijft een splenectomie als standaardbehandeling voor alle klinisch stabiele patiënten. De EWOG-MDS JMML-studie laat het aan de behandeld arts over om al dan niet over te gaan tot een splenectomie. Over het algemeen wordt de milt voorafgaand aan een stamceltransplantatie verwijderd. Wanneer een splenectomie wordt gepland, wordt JMML-patiënten geadviseerd om zich te laten vaccineren tegen Streptococcus pneumoneae en tegen Haemophilus influenza voorafgaand aan de procedure. Volgend op splenectomie kan een dagelijkse dosis penicilline worden toegediend tegen die infecties waartegen normaal gesproken de milt zou beschermen. Deze dagelijkse preventieve behandeling wordt normalerwijze aangehouden tot de patiënt volwassen is geworden.

### Chemotherapie/farmacologische behandeling
Over het belang van chemotherapie tegen JMML voorafgaand aan een stamceltransplantatie is nog onvoldoende bekend. Van chemotherapie als zelfstandige therapie is bewezen dat deze geen langetermijngenezing bewerkstelligt.
- Laaggedoseerde conventionele chemotherapie: Studies tonen geen invloed van laaggedoseerde conventionele chemotherapie op de overlevingsduur van JMML-patiënten. Sommige combinaties van 6 mercaptopurine met andere chemotherapie resulteerden in een vermindering van de orgaangrootte en een normalisatie van het bloedplaatjes en witte bloedcellen.
- Intensieve chemotherapie: Een volledige genezing van JMML is niet mogelijk door middel van een intensive chemotherapie. Desalniettemin wordt er toch soms gebruik van gemaakt bij een beperkt aantal patiënten met niet-agressieve ziekteverschijnselen. Hun conditie verbetert hierdoor enigszins. De COG JMML-studie voorziet twee cycli van fludarabine en cytarabine gedurende vijf opeenvolgende dagen, tegelijk met en gevolgd door 13-cis-retinoïnezuur. De EWOG-MDS JMML-studie daarentegen raadt intensieve chemotherapie vóór de stamceltransplantatie af.
- 13-cis-retinoïnezuur (commerciële naam: Accutane): In het laboratorium heeft 13-cis-retinoïnezuur een bewezen werking die de groei van JMML-cellen verhindert. De COG JMML-studie voorziet hiervoor standaard in de behandeling de toediening van 13-cis-retinoïnezuur in zijn protocol. Toch blijft de therapeutische waarde voor JMML controversieel.

### Bestraling/radiotherapie
Bestraling van de milt resulteert in het algemeen niet in een afname van de milt of een vermindering van de noodzaak van transplantatie van bloedplaatjes.

### Stamceltransplantatie
De enige behandeling die tot op heden resulteert in de genezing van JMML is een stamceltransplantatie (vroeger beenmergtransplantatie genoemd); hierbij is er een overlevingskans van ca. 50% en dus een risico op een terugval van ca. 50%. Over het algemeen bevelen klinische onderzoekers een stamceltransplantatie zo snel mogelijk na de diagnose aan. Hoe jonger de patiënt, hoe groter de kans op genezing.
- Donor: Er zijn drie mogelijke donortypes. Transplantaties van een gematchte familiale donor (MFD), van een gematchte niet-familiale donor (MUD) en een gematchte niet-familiale navelstrengbloed donor tonen een gelijke kans op het terugkeren van de symptomen. Wel ziet men een hogere mortaliteitsgraad door transplantatie-gerelateerde infecties bij MUD. Bijkomende farmacologische bescherming kan de patiënten die een MUD-transplantatie ondergaan beschermen tegen afstotingsverschijnselen (gast tegen gastheer). Bij JMML-patiënten waar geen MFD-transplantatie mogelijk is, wordt standaard een MUD-transplantatie uitgevoerd omwille van de lage overlevingskans wanneer geen transplantatie gedaan wordt.
- Behandelingsregime: De COG JMML-studie voorziet 8 behandelingen van een totale lichaamsbestraling (TLB) en evenveel dosissen van cyclophosphamide om het lichaam voor te bereiden op een stamceltransplantatie. Het gebruik van TLB is controversieel, omdat het mogelijke oorzaak is van latere complicaties zoals tragere groei, steriliteit, leerachterstand, secundaire kankers en de vaststelling dat bestraling een verwoestend effect kan hebben op zeer jonge kinderen. Desalniettemin wordt het in de studie gebruikt vanuit de bezorgdheid dat chemotherapie alleen niet voldoende is om slapende JMML-cellen te doden. De EWOG-MDS JMML-studie voorziet een behandeling met busulfan in plaats van een TLB. Zij stelden vast dat busulfan effectiever was dan TLB. De EWOG-MDS-studie voorziet ook een toediening van cyclophosphamide en melfalan in het behandelingsregime.
- Gast versus leukemie: Gast versus leukemie wordt een belangrijke rol toebedeeld in de genezing van JMML. Gewoonlijk wordt het vastgesteld doordat een zekere acute of chronische vorm van Gast versus gastheer (GVGH) optreedt na de transplantatie. Er is bewijs dat dergelijk beperkt voorkomen van GVGH gelinkt kan worden aan een lagere terugvalgraad van de patiënt. Een uiterst zorgvuldig gebruik van immuunonderdrukkende medicijnen bij de controle van GVGH is essentieel bij JMML. Belangrijke opmerking is dat kinderen die lage doses prophylaxis ontvangen een kleinere terugval ervaren.
- Terugval: Na een stamceltransplantatie loopt de terugvalgraad voor kinderen met JMML op tot ca. 50%. Een terugval treedt meestal in binnen enkele maanden na een transplantatie, waarbij het risico op een terugval substantieel daalt één jaar na de transplantatie. Een significant aantal van de JMML-patiënten heeft een totale genezing na een tweede stamceltransplantatie, zodat een bijkomende therapie steeds dient te worden overwogen in geval van een terugval.

## Prognose
De prognose verwijst naar hoe goed de patiënt reageert op een behandeling gebaseerd op de individuele karakteristieken bij de diagnose. Bij JMML worden drie karakteristieken geïdentificeerd als significant bij de prognose van patiënten:
| Karakteristiek        | Waarde die een gunstiger prognose geeft |
| --------------------- | --------------------------------------- |
| Geslacht              | Mannelijk                               |
| Leeftijd bij diagnose | < 2 jaar oud                            |
| Overige voorwaarden   | Diagnose van het syndroom van Noonan    |

Zonder behandeling is de overlevingsgraad van kinderen met JMML ongeveer 5%. Alleen een hemapoietische stamceltransplantatie (HSCT) biedt kans op een succesvolle genezing. Met een HSCT toont recent onderzoek een overlevingsgraad van ca. 50% aan. Een terugval is een ernstig gevaar voor kinderen met JMML. De kans erop wordt geschat op 50%. Veel patiënten genezen echter na een tweede stamceltransplantatie.